# 第87回日劇學院賞
←第86回 - 第87回 - 第88回→
第87回日劇學院賞，針對2015年10月到12月在日本播出之秋季檔連續劇所做出的投票與評比。本季獲最優秀作品賞為TBS電視台的《下町火箭》，且此劇共獲四項獎。

## 得獎名單

### 最優秀作品賞
1. 下町火箭
2. 產科醫鴻鳥
3. 警報 刑警×女友×完全惡女

- 讀者票：1.朝5晚9；2.掟上今日子的備忘錄 ；3.HiGH&LOW〜THE STORY OF S.W.O.R.D.〜
- 記者票：1.下町火箭；2.警報 刑警×女友×完全惡女；3. 產科醫鴻鳥
- 評審票：1.下町火箭；2.產科醫鴻鳥；3.偽裝的夫婦

### 主演男優賞
1. 阿部寬（下町火箭）
2. 綾野剛（產科醫鴻鳥）
3. 松坂桃李（警報 刑警×女友×完全惡女）

- 讀者票：1.綾野剛（產科醫鴻鳥）；2.阿部寬（下町火箭）；3. 錦戶亮（武士老師）
- 記者票：1.阿部寬（下町火箭）；2. 松坂桃李（警報 刑警×女友×完全惡女）；3.綾野剛（產科醫鴻鳥）
- 評審票：1.阿部寬（下町火箭）；2.綾野剛（產科醫鴻鳥） ；3.濱田岳（釣魚狂日記～新入社員濱崎傳助～）

### 主演女優賞
1. 石原聰美（朝5晚9）
2. 新垣結衣（掟上今日子的備忘錄）
3. 天海祐希（偽裝的夫婦）

- 讀者票：1.石原聰美（朝5晚9）；2.新垣結衣（掟上今日子的備忘錄）；3.天海祐希（偽裝的夫婦）
- 記者票：1.石原聰美（朝5晚9）；2.新垣結衣（掟上今日子的備忘錄）；3.天海祐希（偽裝的夫婦）
- 評審票：1.天海祐希（偽裝的夫婦）；2.新垣結衣（掟上今日子的備忘錄）；3.石原聰美（朝5晚9）

### 助演男優賞
1. 吉川晃司（下町火箭）
2. 山下智久（朝5晚9）
3. 神木隆之介（武士老師）

- 讀者票：1.山下智久（朝5晚9）；2.岡田将生（掟上今日子的備忘錄）；3.北山宏光（警報 刑警×女友×完全惡女）
- 記者票：1.吉川晃司（下町火箭）；2.神木隆之介（武士老師）；3.安田顯（下町火箭）
- 評審票：1.澤村一樹（偽裝的夫婦）；2.吉川晃司（下町火箭） ；3.中村蒼（無痛～診療之眼～）

### 助演女優賞
1. 菜菜緒（警報 刑警×女友×完全惡女）
2. 吉田羊（產科醫鴻鳥）
3. 木村文乃（警報 刑警×女友×完全惡女）

- 讀者票：1.菜菜緒（警報 刑警×女友×完全惡女）；2.高梨臨（朝5晚9）；3.吉田羊（產科醫鴻鳥）
- 記者票：1.菜菜緒（警報 刑警×女友×完全惡女）；2.木村文乃（警報 刑警×女友×完全惡女）；3.吉田羊（產科醫鴻鳥）
- 評審票：1.菜菜緒（警報 刑警×女友×完全惡女）；2.吉田羊（產科醫鴻鳥）；3.尾野真千子（糖果之家）

### 主題曲賞
1. 《聖誕歌》back number（朝5晚9）
2. 《天色仍變暗了（日语：空がまた暗くなる）》RC Succession（日语：RCサクセション）（糖果之家）
3. 《如果你能留下來擁抱（日语：あなたがここにいて抱きしめることができるなら）》miwa（產科醫鴻鳥）

- 讀者票：1.《聖誕歌》back number（朝5晚9） ；2.《MUGEN ROAD》第三代J Soul Brothers from EXILE TRIBE（HiGH&LOW～THE STORY OF S.W.O.R.D.～）；3. 《No.1》西野加奈（掟上今日子的備忘錄）
- 記者票：1.《聖誕歌》back number（朝5晚9） ；2.《侍唄》關西傑尼斯8（武士老師）；3.《Girl A（日语：Girl A）》［Alexandros］（警報 刑警×女友×完全惡女）
- 評審票：1.《天色仍變暗了》RC Succession（糖果之家）；2.《如果你能留下來擁抱》miwa（產科醫鴻鳥）；3.《花束》中島美嘉（成熟女子）

### 劇本賞
1. 八津弘幸（日语：八津弘幸）、稻葉一廣（下町火箭）
2. 佐藤嗣麻子（日语：佐藤嗣麻子）（警報 刑警×女友×完全惡女）
3. 山本睦（日语：山本むつみ）、坪田文（日语：坪田文）（產科醫鴻鳥）

### 導演賞
1. 福澤克雄、棚澤孝義、田中健太（下町火箭）
2. 本橋圭太、白木啓一郎、浜弘大（警報 刑警×女友×完全惡女）
3. 土井裕泰、金子文紀、加藤尚樹（產科醫鴻鳥）

### 特別賞
- 愛麗絲（魚肉香腸飾演）（成熟女子）

## 記者及評審評語
- 關於編劇八津弘幸（日语：八津弘幸）、稻葉一廣，「通過本劇的編劇，我們能夠再次確認到為製作出最棒的東西而不妥協的日本人所擁有的驕傲」、「本劇將原作中好的部分很好地描繪了出來」。
- 關於編劇佐藤嗣麻子（日语：佐藤嗣麻子），「令人驚愕的結局」、「故事走向高潮的氣氛營造方式很棒，每次都能將觀眾帶入其中」。
- 關於導演福澤克雄等人，「將使用於火箭中的真正機器也投入拍攝，連細處中的細處都很講究」。
- 關於導演本橋圭太等人，「打鬥戲、愛情戲、接近謎團的懸疑感……不會讓人感到厭倦的演出很棒」。
- 關於導演土井裕泰等人，「讓人感受到出生奇蹟的感動場面很棒」。

## 外部連結
- 第87回日劇學院賞 （页面存档备份，存于）